# Mwitega
Mwitega är ett vattendrag i Burundi.   Det ligger i provinsen Karuzi, i den centrala delen av landet, 70 km öster om huvudstaden Bujumbura.
Omgivningarna runt Mwitega är en mosaik av jordbruksmark och naturlig växtlighet. Runt Mwitega är det ganska tätbefolkat, med 239 invånare per kvadratkilometer.